# Arsa
Arsa é uma localidade na Índia.